# Pembroke College (Oxford)
El Pembroke College és un dels col·legis (facultats) de la Universitat d'Oxford, a Anglaterra, situat a Pembroke Square. El col·legi va ser fundat el 1624 pel rei Jaume I d'Anglaterra / VI d'Escòcia, que va utilitzar en part la donació del comerciant Thomas Tesdale. Va ser batejada en honor de William Herbert, 3r Earl de Pembroke, Lord Chamberlain i, aleshores, canceller de la universitat. Des de 1979 accepta dones.
A principi del segle disset, Thomas Tesdale i el reverend Richard Wightwick, sacerdot de Donnington (Shropshire), van idear la reconversió de Broadgates Hall, que havia estat l'hostal dels estudiants de dret de la universitat des del segle xv, en un col·legi per si mateix. La patent per fundar el col·legi va ser signada per Jaume I el 1624.

## Antics estudiants famosos

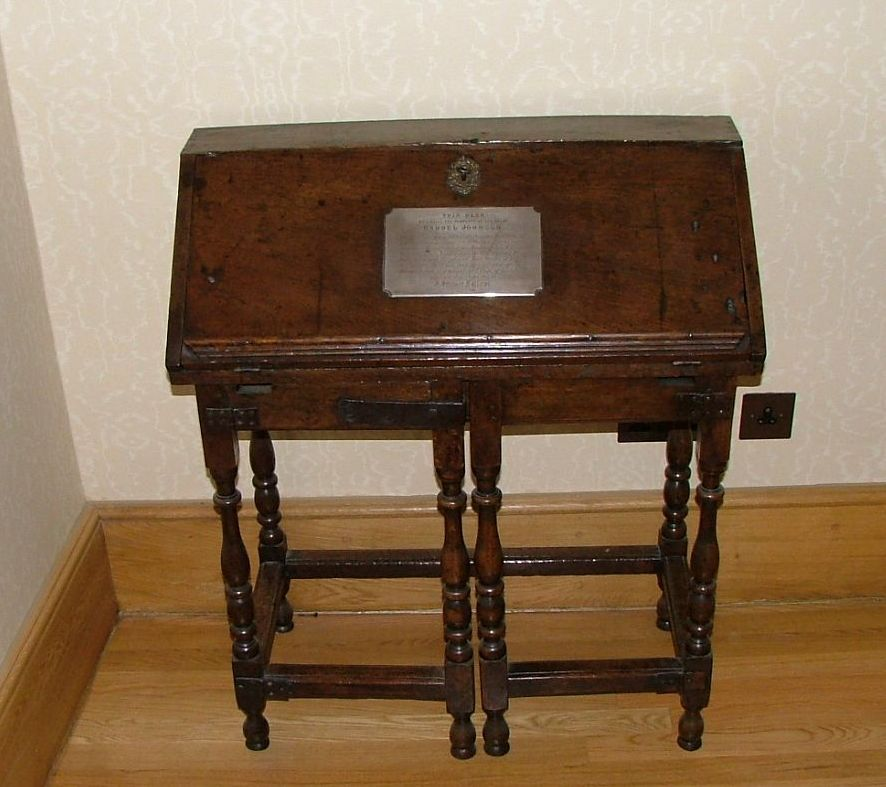
El despatx de Samuel Johnson a Pembroke

- Abdallah II de Jordània
- Francis Beaumont
- William Blackstone
- Thomas Browne
- William Camden
- Michael Heseltine
- Samuel Johnson
- Sidkeong Tulku Namgyal
- Viktor Orbán
- John Pym
- Radosław Sikorski
- James Smithson
- George Whitefield
- Peter Ricketts
- Martha Klein